# Lei Kit Meng
Lei Kit Meng (chiń. 李洁明; ur. 30 grudnia 1967 roku w Makau) – kierowca wyścigowy z Makau.

## Kariera
Meng rozpoczął karierę w wyścigach samochodowych w 1998 roku od startów w Brytyjskiej Formule 3, gdzie jednak nie zdobywał punktów. W późniejszych latach zawodnik z Makau pojawiał się także w stawce Grand Prix Makau, Azjatyckiej Formuły 3 oraz World Touring Car Championship.
W World Touring Car Championship Lei Kit Meng wystartował podczas rundy w Makau w sezonie 2009 z chińską ekipą China Dragon Racing. W pierwszym wyścigu uplasował się na 21 pozycji, a w drugim był dziewiętnasty. W klasyfikacji kierowców niezależnych został sklasyfikowany na 21 pozycji.